# 广州吊劳改犯事件
广州吊劳改犯事件，又称广州打劳改犯事件，是中华人民共和国文化大革命时期，发生在广州市的一系列屠杀事件。该事件发生于1967年8月，持续约1周时间，起因是谣传粤北等地的公安系统把监狱的犯人放出来、这些劳改犯集结要洗劫广州城，导致广州民众为自保而产生了极端暴力行为。据学者调查，吊劳改犯事件共造成了至少187-197人的非正常死亡（一说是300余人），死者多是广州等地的普通居民，而被打死的人多被吊尸于广州许多街道两侧的树上、马路边的电线杆上等。

## 事件经过

### 历史背景

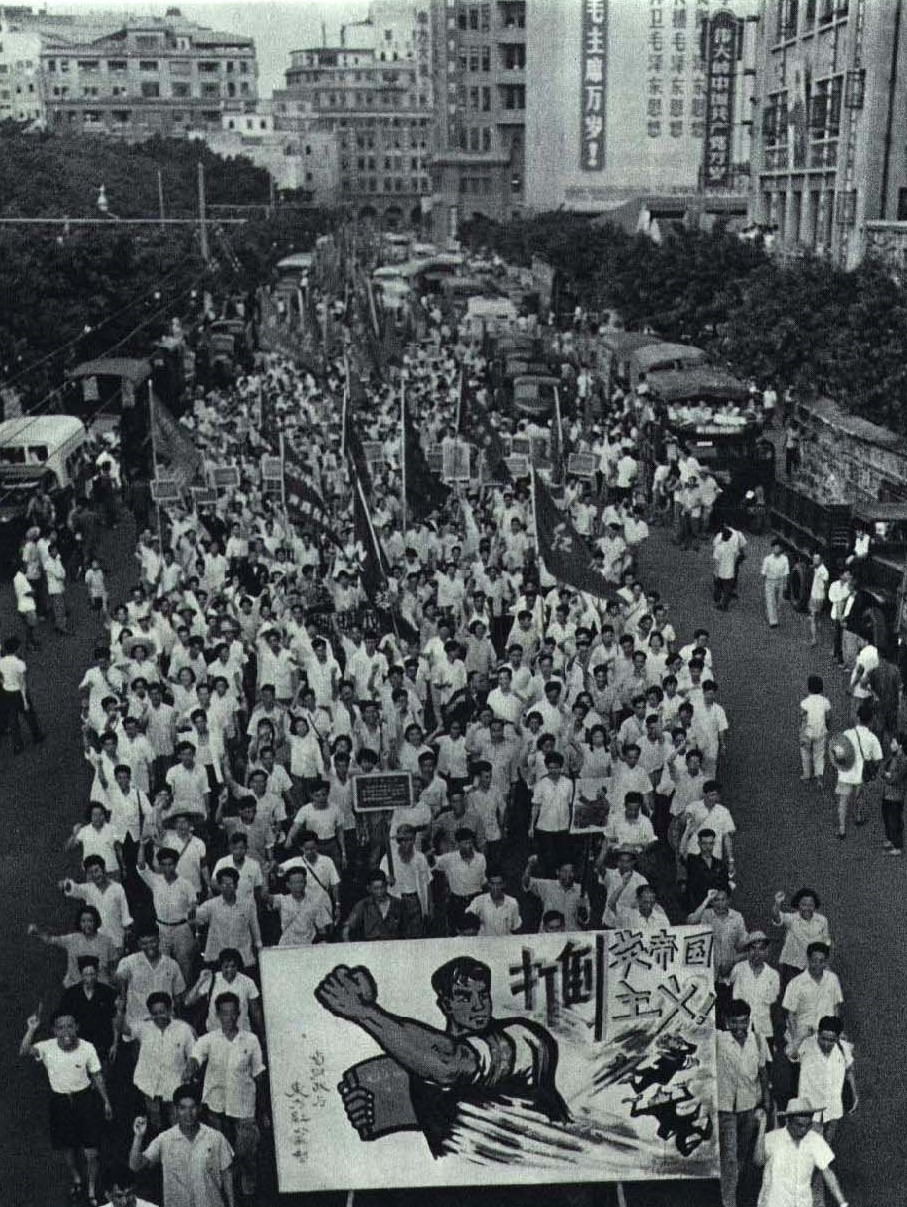
1967年5月，广州市群众游行声援香港大罢工。

1966年5月，毛泽东在中国大陆发动并领导了文化大革命。1966年8-9月， 北京“红八月”期间的屠杀事件成为中国大陆文革“红色恐怖”的源头，影响了其它各地的极端暴力行为。
自1967年的“夺权运动”起，广东省内的造反派群众组织“红旗派”与保守派群众组织“东风派”之间发生多次武斗，包括7月23日的中山纪念堂大武斗、广州“820血案”等等。8月初，广州市公检法机关陷入混乱：依据《广州市志》等资料记载，仅在8月6日机关即受到41次冲击，而8月8日广州郊区槎头鸦岗农场的五百多名“劳改犯”走掉四百多名、其中四类分子占17％，至8月10日，市收容遣送站放走84个收容人员和拒收樟木头收容所送来的两车共83名偷渡人员。

### 屠杀事件
1967年8月10日前后，“释放劳改犯”、劳改犯暴动并要洗劫广州城的谣言四起。广州民众随即展开自保行动，据记载，许多街道之间都设置有栅栏，多由砖瓦砌成或木料制成，夜幕降临时，栅栏就会加锁、禁止出入。有些街道展开联防，基于互相帮助的精神，约定每逢遇劫或遇红卫兵抄家，就以敲铜锣或敲面盆为号通知街坊，各街坊听到讯号，采取同样措施、呐喊鼓噪，甚至见陌生人经过就打锣、追杀；还有人自愿担任巡更的。
1967年8月11日-12日，广州市区街头出现大量不明来源的尸体，许多被吊尸于广州许多街道两侧的树上、马路边的电线杆上。尸体遍布广州中山路、海珠广场、沿江路，解放路、起义路，东风路，文德路、白鹤洞等地。文化大革命期间，“劳改犯”属于“阶级敌人”，而此时广州民众中更是形成了“不管什么人，打了再算”、“打死都无声出”、“劳改犯打死活该”、“劳改犯就该人人喊打”的氛围，许多广州普通民众、郊区或外县民众成为受害者。 
经学者调查走访，依据时任“红警司”政委的黄意坚，事发后公安刑警和中学生的力量曾有组织地分两拨点数各地的尸体，最终估计有187-197人死亡。另有民间说法，300余人在屠杀中死亡。

## 延伸阅读
- 启之：《记忆 （页面存档备份，存于）》，2020年第2卷（第一期）。
- 谭加洛（笔名：阿陀）：《调查广州文革“吊劳改犯事件”（页面存档备份，存于）》，羊城晚报，2014年。